# Волянський Олекса Миколайович

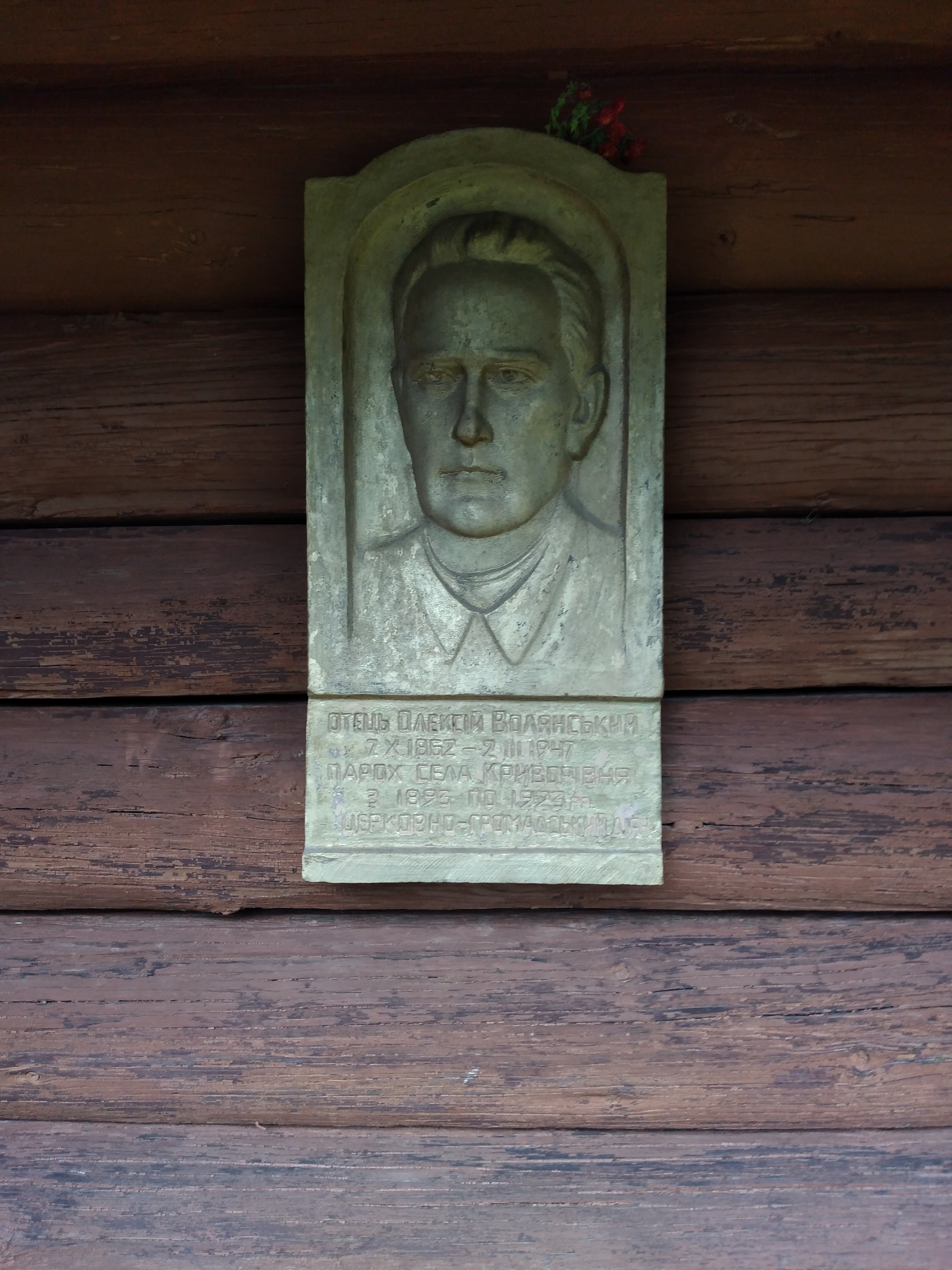
Барельєф з меморіальною дошкою на честь о. Олекси Волянського на фасаді церкви Різдва Пресвятої Богородиці в Криворівні, де він служив протягом 1893–1923 років.

Олекса Миколайович Волянський (7 жовтня 1862, Звиняч, Австро-Угорщина — 2 березня 1947, Соколівка, Станиславівська область) — український священник, етнограф, культурно-освітній діяч. Дійсний член НТШ (1905).

## Життєпис
Олекса Волянський народився 7 жовтня 1862 року в селі Звинячі, нині Білобожницької громади Чортківського району Тернопільської области в родині о. Миколи Волянського та Павлини з Боровських.
Закінчив Львівську духовну семінарію. Служив на парафіях у містечку Товсте (1887—1889, сотрудник, нині смт Чортківського району), м. Серет (1889—1893, адміністратор, нині Румунія), с. Криворівня (1893–1923, нині Верховинського району) та с. Соколівка (від 1923, нині Косівського району).
Голова читальні товариства «Просвіта» у Криворівні. Відомо, що о. Олекса Волянський допомагав Володимирові Шухевичу збирати матеріали для книжки про Гуцульщину. Мав велику бібліотеку та архів, які під час Першої світової війни спалили російські офіцери.
У його домі в Криворівні бували Іван Франко, Леся Українка, Михайло Грушевський, Володимир Гнатюк, Гнат Хоткевич, Василь Стефаник, Михайло Коцюбинський, Ольга Кобилянська, Антін Крушельницький, Іван Крип'якевич, Олександр Олесь, Марко Черемшина, Євген Тимченко, Іван Труш, Андрей Шептицький, Григорій Хомишин та інші.
Листувався з І. Франком, В. Гнатюком, М. Коцюбинським. Залишив спогади про І. Франка, М. Коцюбинського та інших. Листи до В. Гнатюка зберігаються у Львівській національній науковій бібліотеці України імені Василя Стефаника.
Помер 2 березня 1947 року в Соколівці Косівського району, де й похований.

## Сім'я
1886 року одружився із Марією Бурачинською, дочкою священника о. Андрія Бурачинського з Криворівні. Мали троє дітей — Володимиру, Романа та Кекилію.

## Вшанування пам'яті
На фасадах храмів у Криворівні та Соколівці встановлені меморіальні таблиці на честь о. Олекси Волянського.
З нагоди 155-ї річниці від народження Олекси Волянського:
- 2012 рік проголошений «Роком Олекси Волянського» в Івано-Франківській області;
- за ініціативи ЕГО «Зелений Світ» на честь о. Волянського було посаджено карпатський тис у Звинячі Чортківського району, а також липи в Криворівні та Соколівці.